# Incola
La definizione generica del termine incola, nella lingua latina, indica l'abitante di un territorio. Il termine deriva dal verbo colere, ovvero coltivare e quindi anche abitare (la prima accezione di incola è strettamente legata alla terra).
Da tale verbo derivano anche altri termini importanti come colonus.
Incola si differenzia da colonus in quanto il primo era colui che coltivava un territorio nel quale abitava (con il passare del tempo indicò l'abitante di qualunque territorio a prescindere dall'attività che vi svolgeva); il secondo era invece colui che sostituiva il precedente occupante. Il rapporto tra incolae e coloni emerge durante le colonizzazioni romane: i primi erano gli abitanti indigeni di un luogo, i secondi erano i romani che ne prendevano il posto spesso sottraendo loro le terre .
La parola è attestata già in Plauto, che nel Persa ricorreva ad essa per indicare gli abitanti, cittadini, di Atene .

## Incolaeindigeni
Nel corso del tempo il significato di incola subisce un mutamento, giungendo a ottenere una valenza politico-giuridica. Lo slittamento semantico del termine si ha nella media età repubblicana, quando gli incolae diventano coloro che, in seguito alla conquista romana del loro territorio di appartenenza, restano stranieri all'interno dello Stato romano, non essendo resi cives. Per essi i romani elaborano la definizione giuridica di incolae indigeni: nello specifico essa si riferisce agli indigeni riconosciuti tali dalla colonia o dal municipio, in quanto stanziati sul territorio prima della conquista romana; a loro può essere concesso il possesso di determinate terre all'interno della colonia . Va precisato tuttavia che gli incolae indigeni furono presenti solo in alcune delle colonie latine antiche (non in quelle antiche in assoluto); furono più rari nelle colonie latine posteriori e nei municipi .

## Incolaetrasferiti
Nel quadro amministrativo e sociale del mondo romano i cives avevano una duplice appartenenza: alla grande patria, ossia allo Stato romano, e alla piccola patria, ossia alla comunità locale. L'appartenenza alla comunità locale prevedeva livelli di appartenenza diversa: cives e incola .
Un'altra tipologia di incolae in ambito politico-giuridico è quello dei trasferiti. Gli incolae trasferiti sono i forestieri che si stanziano in un municipio o in una colonia diversa da quella di origine. In un primo momento il soggetto che si trasferisce in un'altra comunità per disparati motivi (economici, patrimoniali, commerciali e così via) non è sottoposto a una precisa regolamentazione amministrativa. 
Durante il principato di Adriano la condizione di incola assume caratteri più definiti e si lega indissolubilmente al concetto di domicilio, che solo ora acquista una connotazione giuridica precisa .
Fino al provvedimento di Adriano , di cui abbiamo conoscenza attraverso la Costituzione di Diocleziano e Massimiano, non vi erano vincoli dell'incola ai munera: alla regolamentazione si giunse dopo le ripetute richieste delle città per motivi finanziari e amministrativi. 
Una testimonianza di queste pressioni la si ricava da un'iscrizione proveniente da Aquileia, in cui si apprende che l'imperatore Traiano decretò, su richieste e in maniera occasionale, l'estensione dei munera anche agli incolae .
Ritornando all'editto, questo sancisce che gli incolae debbano essere sottoposti ai munera sia della città di origine sia di quella in cui si trasferiscono; in questo modo Adriano intende se non vietare esplicitamente la pluridomiciliazione almeno renderla economicamente meno conveniente . L'imperatore stabilisce che alla base dell'incolato debba esserci il domicilium, definito come la sede materiale e spirituale dell'individuo, ma anche come il luogo in cui egli si sente a casa.
Il fattore determinante nella definizione del domicilio è la voluntas. Ogni soggetto infatti è libero di scegliere il proprio domicilio indipendentemente dal proprio luogo di nascita: si pensi al fatto che il domicilio del figlio è indipendente da quello del padre.
Comunque il cittadino deve manifestare con alcuni comportamenti sociali la sua decisione: 
- permanenza protratta nel luogo del domicilio;
- concentrazione del proprio patrimonio nella comunità in cui si è domiciliati (si noti bene che ogni civis trasferito doveva avere un'elevata disponibilità finanziaria);
- il soggetto deve partecipare alla vita della comunità e quindi fruire dei commoda.

La comunità traeva un beneficio economico dalla presenza degli immigrati, i quali ottenevano, con la prestazione dei munera, il diritto di voto anche se in una forma attenuata. Pertanto, la città non ostacola la sistemazione di un cittadino di un'altra comunità, ma cerca esclusivamente di fissare la sua permanenza nel territorio nel momento in cui questi manifesti la volontà di stabilirvisi.
Non è sufficiente a determinare la condizione di incola né il solo possesso di appezzamenti di terreno né lo svolgimento di attività commerciali (in particolare coloro che si spostavano per interessi commerciali erano definiti negotiatores) e né, in generale, interessi economici nella comunità. In questi casi si parla di soggetti neque municipes neque incolae.

## Constitutio Antoniniana de civitate(212 d.C.)
Dalle fonti si ricava il progressivo scemare dell'utilizzo del termine incola per definire determinati soggetti giuridici: la totale scomparsa si ha nel corso del III secolo successivamente all'editto di Caracalla, con cui si concesse la cittadinanza romana a quasi tutti gli abitanti dell'impero e si giunse alla scomparsa anche formale della differenziazione tra cives e incolae. Quindi, a partire dal III secolo il termine incolae indica indistintamente gli individui di un municipio o di una colonia domiciliati in un altro domicilio o in un'altra colonia.
Dalle trattazioni di autori di epoca posteriore a tale editto, siamo certi che viene meno la distinzione tra incolae indigeni e incolae trasferiti, poiché resta in uso la sola accezione di incolae trasferiti.